# Puerto Marinero Lagarrigue
Puerto Marinero Lagarrigue eller Lagarrigue Cove är en vik i Antarktis. Den ligger i Västantarktis. Argentina, Chile och Storbritannien gör anspråk på området.
Viken namngavs av den argentinska flottan efter en kock i den argentinska expeditionen 1947-48 som avled vid en sprickolycka nära viken.